# Погані гноми: Різдвяний розгром
«Погані гноми: Різдвяний розгром» (англ. There's Something in the Barn, букв.: «У сараї щось є») — норвезький комедійний фільм жахів 2023 року з Мартіном Старром, Амрітою Ачарією та Кіраном Шахом у головних ролях. Фільм режисера Магнуса Мартенса за сценарієм Александера Кірквуда Брауна розповідає історію американської родини, яка після переїзду до Норвегії стикається з гномами-вбивцями.
Прем'єра фільму відбулася 23 вересня 2023 року на фестивалі Fantastic Fest і вийшов в Норвегії 10 листопада 2023 року, отримавши позитивні відгуки.
Дія розгортається навколо американської сім'ї, яка успадкувала ферму у сільській місцевості Норвегії та зважилася на переїзд. Глава родини Білл радий пригодам і майже не звертає уваги на перешкоди, його дружина Керол намагається оточити рідних теплом і турботою, їхня дочка Нора сердиться через необхідність покинути друзів, а її брат Лукас раптово стикається із загадковими істотами, які виявляються амбарними гномами. Місцевий житель ділиться з підлітком подробицями про три правила амбарних гномів, і Лукас намагається донести цю інформацію до батьків та сестри. Але члени сім'ї продовжують систематично порушувати правила маленьких співмешканців, що призводить до катастрофічних наслідків.

## Синопсис
Вночі в норвезькому селищі чоловік намагається підпалити свій сарай. Але хтось біжить на нього, одяг на чоловікові загорається і він в паніці вибігає надвір, де помирає.
Американська родина Нордхаймів отримала в спадок ферму в Норвегії. Це подружжя Білла й Керол, а також їхній син Лукас і дочка Нора. Дорогою до ферми родина лякається дикого лося, якого вирішила пофотографувати. Поліціянтка Лів попереджає Нордхаймів з повагою ставитися до природи. Життя на новому місці невдовзі розчаровує американців. Особливо незадоволена Нора, бо в містечку поганий інтернет. Лукас оглядає сарай і зауважує, що там стоять капкани. Потім він дізнається місцеву легенду про «амбарного гнома», який віддячує тим, хто його шанує, і шкодить нешанобливцям. Гном дуже дратівливий, не любить штучного світла та гучних звуків. Лукас зустрічає гнома в сараї та частує його печивом. За це гном виконує деяку домашню роботу, поки ніхто не бачить (Білл наївно вважає це наслідком «норвезького соціалізму»).
Але потім Білл вирішує святкувати Різдво за американським взірцем: вішає багато гірлянд з лампами та надувного Санту-Клауса, що вітає всіх зі святом. Лукас застерігає, що гном цього не любить, але йому не вірять. Наступного ранку Санта-Клаус виявляється пошматованим. Поліціянтка жартує, що це зробив лось. Білл збирає сусідів перед Різдвом у прикрашеному сараї. Святкування відбувається добре, але гнома дратує гучна музика. Лукас вимикає музику, щоб зберегти гарні стосунки з гномом.
Та терпець гнома уривається після того, як Нора напилася алкоголю й випадково наблювала на нього. Гном зіштовхує Білла до підвалу. Білл згадує, що подібне сталося з його дідом (показаним у першій сцені). Керол починає вірити в присутність надприродної сили на фермі. Лукас хоче задобрити гнома кашею, але її з'їдає Білл. Іншу їжу гном приймати не бажає.
Гном убиває сусіда Реймонда (який зображав Санту-Клауса), пронизавши його бурулькою. Далі гном розбиває скло в авто Нордхаймів, але відступає, коли Лукас радить ввімкнути фари. Гном кричить, викликаючи натовп інших гномів. Озброєні гноми трощать усе в будинку, та їх проганяє Лів світлом ліхтаря. Вона не вірить розповіді «шалених американців», вважаючи, що вони просто п'яні. Раптом гном краде її снігохід, розрізавши поліціянтку гусеницями.
Білл і Лукас вирушають за допомогою на санях, поки Керол і Нора барикадуються в кімнаті на другому поверсі будинку. Гноми тягнуть Нору у ліс, а Керол намагаються задушити. Жінка вбиває нападників, простромивши їх флагштоком американського прапора. Білл і Лукас дістаються до сусіда Тора, який невпевнено погоджується допомогти. Вони знаходять зв'язану Нору, але усвідомлюють, що гноми влаштували пастку. Тор пропонує домовитися, та гноми не згідні. Лише перший гном, якого зустрів Лукас, вірить у дружбу та розв'язує Нору. Нордхайми тікають назад до будинку. Вони придумають завершити справу Біллового діда, заманюють вороже налаштованих гномів у сарай, а потім підпалюють його. Тор повертається з лісу разом із гномами, що погоджуються жити з людьми в мирі. Тор лишає гнома в музеї, де його ніхто не турбуватиме. Білл робить висновок, що це була непогана різдвяна ніч, на що Нора заперечує, що це було жахливо.

## Акторський склад
| Актор                  | Роль             |
| ---------------------- | ---------------- |
| Мартін Старр           | Білл Нордхайм    |
| Амріта Ачар'я          | Керол Нордхайм   |
| Кіран Шах              | головний гном    |
| Таунс Баннер           | Лукас Нордхайм   |
| Зої Вінтер-Гансен      | Нора Нордхайм    |
| Калле Геллеванг Ларсен | Тор Еге          |
| Генрієтта Стінструп    | Лів              |
| Джеппе Бек Лаурсен     | Реймонд          |
| Ельдар Воган           | Ерік             |
| Маріанна Йонґер        | Бенте            |
| Клер Дор               | Джесс            |
| Пол Монаган            | стародавній гном |

## Сприйняття

### Критика
На агрегаторі рецензій Rotten Tomatoes 78 % відгуків критиків позитивні з середнім рейтингом 6,1/10.
Згідно з Common Sense Media, насильство та страшні сцени більше мультяшні, ніж криваві, але є й багато жорстоких моментів. «Погані гноми» мають потенціал стати новою культовою класикою святкового сезону. Фільм містить чорний гумор, але також стверджує, що завжди є мирне рішення проблем.
Рецензія The Guardian стверджує, що «Погані гноми» нагадує фільми «Гремліни» та «Сам удома». В ньому є гострі коментарі щодо національних стереотипів і упереджень. Як фільм жахів, він «не такий хороший чи поганий, як ви сподівалися»: ні достатньо смішний, ні страшний.

### Касові збори
У 128 норвезьких кінотеатрах фільм There's Something in the Barn став третім із 118 304 доларами США. Загалом він зібрав 858 318 доларів. На інших ринках фільм заробив 437 334 доларів, а в усьому світі — 1,3 мільйона доларів.